# Maria Zierer-Steinmüller
Maria Zierer-Steinmüller (* 6. Dezember 1895 in München; † 26. November 1979 ebenda) war eine deutsche Schriftstellerin.

## Werdegang
Zierer kam als Tochter eines Schuhmachers und einer Bauerntochter in der Münchner Luisenstraße zur Welt. Dort wuchs sie zusammen mit ihren Geschwistern unter schwierigen Familienverhältnissen auf. Nach dem Besuch der Volksschule ließ sie sich zur Schneiderin ausbilden. Der Grund dafür war aber weniger ihr Interesse am Schneiderhandwerk als die Aussicht auf finanzielle Sicherheit. Als ihre wahre Passion stellte sich hingegen schon früh das Schreiben heraus. Bereits im Kindesalter schrieb sie häufig und viel, bis sie schließlich 1928 ihre schriftstellerische Tätigkeit begann. Ihre meist in mundartlich gefärbter Sprache verfassten Bücher erzählen häufig Geschichten aus dem kleinbürgerlichen Milieu der Landleute und Bauern. Die Werke Meister Firnholzer (1938) und Margret Erlanger (1973) gelten hierbei als Titel mit hohem autobiographischen Gehalt. Darin soll Zierer die 57 Jahre andauernde schwierige Ehe mit ihrem arbeitsunfähigen, kranken Mann verarbeitet haben, mit dem sie bis zu dessen Tod liiert war. Zierer publizierte bei mehreren Verlagen, u. a. beim renommierten Stuttgarter Cotta-Verlag, bei dem sie nach dem Zweiten Weltkrieg eine Auswahl ihrer Bayerischen Geschichten veröffentlichte. Zierer war zudem Mitglied der Frauenorganisation der Nationalsozialistischen Deutschen Arbeiterpartei (NSDAP) und strebte eine Veröffentlichung im Zentralverlag der NSDAP an, die gelang. Neben ihrer Tätigkeit als Schneiderin und Autorin, arbeitete Zierer für diverse Zeitungen und Zeitschriften sowie als Bildhauerin und Hörspielautorin für den Bayerischen Rundfunk. Insgesamt veröffentlichte Maria Zierer-Steinmüller mehr als zwanzig Roman- und Erzählbände. Als ihre drei wichtigsten veröffentlichten Werke bezeichnete sie: Knecht Medardus wird Herr (1935), Die Bäuerinnen vom Waldeckhof (1936), Fremde Stadt (1937) und Meister Firnholzer (1938).  Einige ihrer frühen Romane und Erzählungen erlebten bis in die 1960er Jahre diverse Neuauflagen und Neubearbeitungen. Die Figur der Monika Wieshuber aus Monika zieht in die Stadt (1938) erfuhr in Die Wieshuberin und ihre Freier (1951) eine Fortsetzung. Zu ihren Bewunderern und Förderern gehörte der Dichter Hans Brandenburg, mit dem sie in regem Briefkontakt stand. Heute sind Zierers Werke jedoch nur noch wenig bekannt.  Als ihr letztes Werk gilt das Typoskript-Bändchen Lyrik und Elegien, das sie im Frühling 1979 als Vermächtnis an ihre Freunde verschenkte. Am 26. November des gleichen Jahres verstarb Zierer im Alter von 83 Jahren an einem Schwächezustand.

## Ehrungen
Bereits 1951/52 wurde Maria Zierer-Steinmüller von ihren Verlagen im Verbund mit ähnlichen Autoren wie Georg Schwarz, Ludwig Bäte oder Hanna Stephan mehrmals als Kandidatin für den Wilhelm-Raabe-Preis benannt, kam aber als Autorin einer „konservativ-idealistischen und volkstümlich-heimatlichen Dichtungstradition“ nicht in die engere Wahl.
1977 erhielt sie als Wertschätzung ihrer Verdienste für die bayerische Literatur das Bundesverdienstkreuz am Bande. Von der literarischen Gesellschaft „Die Barke“ wurde sie mit dem Silbernen Poetenschiff ausgezeichnet.

## Werk

### Romane und Erzählungen
- Die Bäuerinnen vom Waldeckhof, Turkan-Verlag, München 1935
- Knecht Medardus wird Herr, Cotta, Stuttgart 1935
- Dinge im Heim. Mit Zeichnungen von Ernst Dombrowski, Matthias-Grünewald-Verlag, Wiesbaden 1936
- Fremde Stadt. Roman aus München, Cotta, Stuttgart 1937[3]
- Monika zieht in die Stadt. Roman aus München, Franz Eher Verlag, Berlin 1938
- Meister Firnholzer. Cotta, Stuttgart 1938
- Die schwingende Brücke. Cotta, Stuttgart 1939
- Bauernschritt. Erzählungen. Cotta, Stuttgart 1940
- Bayrische Geschichten. Erzählungen, Feldausgabe, Cotta, Stuttgart 1944
- Junge Tochter. Cotta, Stuttgart 1944
- Die Schlichten, Strutz, Säckingen am Rhein 1946
- Das rubinfarbene Herz. Erzählungen, Habbel, Regensburg 1950
- Die Tochter Hanna. Berg, München 1951
- Die Wieshuberin und ihre Freier. Berg, München 1951
- Die Schmalznudeln und andere heitere Geschichten. Berg, München 1955
- Ich bin Ziska Mertens. Berg, München 1958
- Romanze in Ruhpolding. Berg, München 1959
- Die Neue auf dem Wiesnerhof. Meister, Rosenheim 1967
- Der Hof ohne Söhne. Rosenheimer Verlagshaus, Rosenheim 1969
- Moorkolben, Rosenheimer Verlagshaus, Rosenheim 1970
- Die letzte Bäuerin, Rosenheimer Verlagshaus, Rosenheim 1971
- Die Unglückliche auf dem Wiesnerhof. Zauberkreis-Verlag, Rastatt 1972
- Margarete Erlanger. Ilmgau-Verlag,  Pfaffenhofen (a. d. Ilm) 1973, ISBN 3-7787-3036-3
- Der Jungbauer vom Hanghof. Rosenheimer Verlagshaus, Rosenheim 1976, ISBN 3-475-52176-8
- Stadtleut und Landleut. Zünftiges und Kauziges. Rosenheimer Verlagshaus, Rosenheim 1980, ISBN 3-475-52295-0
- Der Buchenmühlhof. Rosenheimer Verlagshaus, Rosenheim 1981, ISBN 3-475-52333-7

### Drama
- Die Entscheidung: eine ernste Szene um das schicksalsträchtige Begegnung zweier Menschen, Deutscher Theaterverlag, Weinheim (Bergstrasse) 1971.